# Тим (приток Быстрой Сосны)
Тим — река в Курской и Орловской областях России, правый приток реки Быстрая Сосна (бассейн Дона). Длина — 120 км, площадь бассейна — 2460 км².
Исток находится в 4 км южнее пгт Тим Тимского района Курской области. Высота устья — 137,2 м над уровнем моря.

## Притоки (км от устья)
- 19 км: река Плотская
- 29 км: река Белая
- 35 км: река без названия, у с. Русановка
- 40 км: река без названия, у с. Верхняя Русановка
- 48 км: река Косоржа
- 77 км: река без названия, у с. Жаровка
- 86 км: река Толстая (Тим)
- 96 км: река без названия, у с. Забелье
- 103 км: река Гнилуша